# Sveriges arbetsmarknadsminister
Sveriges arbetsmarknadsminister, formellt statsråd och chef för Arbetsmarknadsdepartementet, är i Sverige ett statsråd som har hand om arbetsmarknadsfrågorna. Det inrättades 1974 och har därefter funnits i alla svenska regeringar undantaget åren 1998–2006.

## Historik
Posten inrättades 1974, i samband med departementets bildande som avknoppning av de dåvarande Inrikesdepartementet. Då övertog det nya parlamentet ansvar för frågor som berörde arbetsmarknaden, arbetarskydd och invandring. Samtidigt fördes bostadspolitiska frågor över till det nya Bostadsparlamentet. 1989 övertog ministern och parlamentet även ansvaret för regional politik och svenskt medborgarskap, kompletterat med relationen till ILO och vissa andra internationella organisationer. Vid sin sida hade arbetsmarknadsministern då invandrarministern, vilken fungerade som biträdande statsråd.
Posten och departementet avskaffades 1998 under regeringen Persson. Då fördes frågorna över till det nybildade Näringsdepartementet, där 1998–2002 biträdande näringsministern och 2002–2006 arbetslivsministern var statsråd med ansvar för frågorna. När regeringen Reinfeldt tillträdde 2006 återinrättades posten. Anna-Greta Leijon (s) har innehaft ämbetet längst tid – 5 år och 11 dagar.

## Lista över Sveriges arbetsmarknadsministrar
| Arbetsmarknadsministrar 1974–1998                                         |                                |                   |                   |                   |                    |                        |                                                |                            |        |
| Namn (Född–Död)                                                           | Namn (Född–Död)                | Bild              | Ämbetsperiod      | Ämbetsperiod      | Ämbetsperiod       | Politiskt tillhörighet | Val                                            | Regering                   | Källor |
| Namn (Född–Död)                                                           | Namn (Född–Död)                | Bild              | Tillträde         | Frånträde         | Varaktighet        | Politiskt tillhörighet | Val                                            | Regering                   | Källor |
|                                                                           | Ingemund Bengtsson (1919–2000) |                   | 1 januari 1974    | 8 oktober 1976    | 2 år och 281 dagar | Socialdemokraterna     | 1973                                           | Palme I S                  |        |
|                                                                           | Per Ahlmark (1939–2018)        |                   | 8 oktober 1976    | 7 mars 1978       | 1 år och 150 dagar | Folkpartiet            | 1976                                           | Fälldin I C – M – FP       |        |
|                                                                           | Rolf Wirtén (1931–2023)        |                   | 7 mars 1978       | 31 juli 1980      | 2 år och 146 dagar | Folkpartiet            | —                                              | Fälldin I C – M – FP       |        |
| Ullsten FP                                                                | Rolf Wirtén (1931–2023)        |                   | 7 mars 1978       | 31 juli 1980      | 2 år och 146 dagar | Folkpartiet            | —                                              |                            |        |
| Fälldin II C – M – FP                                                     | Rolf Wirtén (1931–2023)        |                   | 7 mars 1978       | 31 juli 1980      | 2 år och 146 dagar | Folkpartiet            | —                                              |                            |        |
|                                                                           | Ingemar Eliasson (1939–)       |                   | 31 juli 1980      | 8 oktober 1982    | 2 år och 69 dagar  | Folkpartiet            | —                                              |                            |        |
| Fälldin III C – FP                                                        | Ingemar Eliasson (1939–)       |                   | 31 juli 1980      | 8 oktober 1982    | 2 år och 69 dagar  | Folkpartiet            | —                                              |                            |        |
|                                                                           | Anna-Greta Leijon (1939–2024)  |                   | 8 oktober 1982    | 19 oktober 1987   | 5 år och 11 dagar  | Socialdemokraterna     | 1982                                           | Palme II S                 |        |
| Carlsson I S                                                              | Anna-Greta Leijon (1939–2024)  |                   | 8 oktober 1982    | 19 oktober 1987   | 5 år och 11 dagar  | Socialdemokraterna     | 1982                                           |                            |        |
|                                                                           | Ingela Thalén (1943–)          |                   | 19 oktober 1987   | 11 januari 1990   | 2 år och 84 dagar  | Socialdemokraterna     | —                                              |                            |        |
|                                                                           | Mona Sahlin (1957–)            |                   | 11 januari 1990   | 4 oktober 1991    | 1 år och 266 dagar | Socialdemokraterna     | —                                              |                            |        |
| Carlsson II S                                                             | Mona Sahlin (1957–)            |                   | 11 januari 1990   | 4 oktober 1991    | 1 år och 266 dagar | Socialdemokraterna     | —                                              |                            |        |
|                                                                           | Börje Hörnlund (1935–)         |                   | 4 oktober 1991    | 7 oktober 1994    | 3 år och 3 dagar   | Centerpartiet          | 1991                                           | Carl Bildt M – C – FP – KD |        |
|                                                                           | Anders Sundström (1952–)       |                   | 7 oktober 1994    | 22 mars 1996      | 1 år och 167 dagar | Socialdemokraterna     | 1994                                           | Carlsson III S             |        |
|                                                                           | Margareta Winberg (1947–)      |                   | 22 mars 1996      | 6 oktober 1998    | 2 år och 198 dagar | Socialdemokraterna     | —                                              | Persson                    |        |
|                                                                           | Björn Rosengren (1942–)        |                   | 6 oktober 1998    | 31 oktober 1998   | 4 år och 0 dagar   | Socialdemokraterna     | 1998                                           | Persson                    |        |
| Statsråd i Näringsdepartementet med ansvar för arbetslivsfrågor 1998–2006 |                                |                   |                   |                   |                    |                        |                                                |                            |        |
| Namn (Född–Död)                                                           | Namn (Född–Död)                | Bild              | Ämbetsperiod      | Ämbetsperiod      | Ämbetsperiod       | Politiskt tillhörighet | Val                                            | Regering                   | Källor |
| Namn (Född–Död)                                                           | Namn (Född–Död)                | Bild              | Tillträde         | Frånträde         | Varaktighet        | Politiskt tillhörighet | Val                                            | Regering                   | Källor |
|                                                                           | Mona Sahlin (1957–)            |                   | 6 oktober 1998    | 21 oktober 2002   | 4 år och 15 dagar  | Socialdemokraterna     | 1998                                           | Persson                    |        |
|                                                                           | Hans Karlsson (1948–)          |                   | 21 oktober 2002   | 6 oktober 2006    | 3 år och 350 dagar | Socialdemokraterna     | 2002                                           | Persson                    |        |
| Arbetsmarknadsministrar 2006-                                             |                                |                   |                   |                   |                    |                        |                                                |                            |        |
| Namn (Född–Död)                                                           | Namn (Född–Död)                | Bild              | Ämbetsperiod      | Ämbetsperiod      | Ämbetsperiod       | Politiskt tillhörighet | Val                                            | Regering                   | Källor |
| Namn (Född–Död)                                                           | Namn (Född–Död)                | Bild              | Tillträde         | Frånträde         | Varaktighet        | Politiskt tillhörighet | Val                                            | Regering                   | Källor |
|                                                                           | Sven Otto Littorin (1966–)     |                   | 6 oktober 2006    | 7 juli 2010       | 3 år och 274 dagar | Moderaterna            | 2006                                           | Reinfeldt M – C – FP – KD  |        |
|                                                                           | Tobias Billström (1973–)       |                   | 7 juli 2010       | 5 oktober 2010    | 0 år och 90 dagar  | Moderaterna            | —                                              | Reinfeldt M – C – FP – KD  |        |
|                                                                           | Hillevi Engström (1963–)       |                   | 5 oktober 2010    | 17 september 2013 | 2 år och 347 dagar | Moderaterna            | 2010                                           | Reinfeldt M – C – FP – KD  |        |
|                                                                           | Elisabeth Svantesson (1967–)   |                   | 17 september 2013 | 3 oktober 2014    | 1 år och 16 dagar  | Moderaterna            | —                                              | Reinfeldt M – C – FP – KD  |        |
|                                                                           | Ylva Johansson (1964–)         |                   | 3 oktober 2014    | 10 september 2019 | 4 år och 342 dagar | Socialdemokraterna     | 2014                                           | Löfven I – II S – MP       |        |
| Eva Nordmark (1971–)                                                      |                                | 10 september 2019 | 18 oktober 2022   | 3 år och 38 dagar | Socialdemokraterna | —                      | Löfven II S – MP Löfven III S – MP Andersson S |                            |        |
|                                                                           | Johan Pehrson (1968–)          |                   | 18 oktober 2022   | 10 september 2024 | 1 år och 328 dagar | Liberalerna            | —                                              | Kristersson M – KD – L     |        |
|                                                                           | Mats Persson (1980–)           |                   | 10 september 2024 | 28 juni 2025      | 0 år och 291 dagar | Liberalerna            |                                                | Kristersson M – KD – L     |        |
|                                                                           | Johan Britz (1975–)            |                   | 28 juni 2025      | nuvarande         | 0 år och 0 dagar   | Liberalerna            |                                                | Kristersson M – KD – L     |        |

## Övrigastatsrådi Arbetsmarknadsdepartementet
Utöver departementschefen har Arbetsmarknadsdepartementet under perioder även inhyst ytterligare, biträdande, arbetsmarknadsminister.
Detta har inkluderat flera varianter av ministertitlar, såsom invandrarminister, jämställdhetsminister, arbetsrättsminister, ungdomsminister etc. Gemensamt för de flesta var att de inte täckte in hela ministerns verksamhetsområden utan bara en del, oftast det dominerande ansvarsfältet. Exempelvis var Anna-Greta Leijon inte bara invandrarminister utan även ansvarig för bl.a. arbetsrättsliga frågor och frågor rörande handikappade inom arbetslivet. Karin Andersson var som biträdande arbetsmarknadsminister ansvarig för jämställdhet- och invandrarfrågor, en kombination som återkommer under senare tid. I regeringen 2019 har det statsråd som är knutet till Arbetsmarknadsdepartementet, utöver arbetsmarknadsministern, titeln jämställdhetsminister/minister med ansvar för arbetet mot diskriminering och segregation. 
Innan arbetsmarknadsdepartementet inrättades hade många ärenden handlagts inom inrikesdepartementet, där bl.a. Camilla Odhnoff varit ansvarig för invandrings- och familjefrågor inklusive jämställdhet.
| Namn | Namn                          | Ämbetsperiod                       | Politisk tillhörighet | Titel                                                                 |
| ---- | ----------------------------- | ---------------------------------- | --------------------- | --------------------------------------------------------------------- |
|      | Anna-Greta Leijon (1939–2024) | 1 januari 1974 – 8 oktober 1976    | Socialdemokraterna    | invandrar- och jämställdhetsminister                                  |
|      | Eva Winther (1921–2014)       | 18 oktober 1978 – 12 oktober 1979  | Folkpartiet           | invandrar- och jämställdhetsminister                                  |
|      | Karin Andersson (1918–2012)   | 12 oktober 1979 – 8 oktober 1982   | Centerpartiet         | invandrar- och jämställdhetsminister                                  |
|      | Anita Gradin (1933–2022)      | 8 oktober 1982 – 9 oktober 1986    | Socialdemokraterna    | invandrar- och jämställdhetsminister                                  |
|      | Georg Andersson (f. 1936)     | 9 oktober 1986 – 29 januari 1989   | Socialdemokraterna    | invandrarminister                                                     |
|      | Maj-Lis Lööw (f. 1936)        | 29 januari 1989 – 7 oktober 1991   | Socialdemokraterna    | invandrar- och jämställdhetsminister                                  |
|      | Leif Blomberg (1941–1998)     | 7 oktober 1994 – 22 mars 1996      | Socialdemokraterna    | invandrarminister                                                     |
|      | Ulrica Messing (f. 1968)      | 22 mars 1996 – 6 oktober 1998      | Socialdemokraterna    | arbetsrätts- och jämställdhetsminister                                |
|      | Erik Ullenhag (f. 1972)       | 5 oktober 2010 – 3 oktober 2014    | Folkpartiet           | integrationsminister                                                  |
|      | Åsa Lindhagen (f. 1980)       | 21 januari 2019 – 5 februari 2021  | Miljöpartiet          | jämställdhetsminister                                                 |
|      | Märta Stenevi (f. 1976)       | 5 februari – 30 november 2021      | Miljöpartiet          | jämställdhets- och bostadsminister                                    |
|      | Johan Danielsson (f. 1982)    | 30 november 2021 – 18 oktober 2022 | Socialdemokraterna    | bostadsminister och biträdande arbetsmarknadsminister                 |
|      | Paulina Brandberg (f. 1983)   | 18 oktober 2022 – 1 april 2025     | Liberalerna           | jämställdhetsminister och arbetslivsminister                          |
|      | Nina Larsson (f. 1976)        | 1 april 2025 –                     | Liberalerna           | jämställdhetsminister (och arbetslivsminister fram till 28 juni 2025) |